# Río Tirúa
El río Tirúa es un curso natural de agua que fluye en la Región del Biobío, Chile, con dirección general oeste y desemboca en el océano Pacífico.

## Trayecto
El río Tirúa nace en la confluencia del estero Palo Santo, que viene desde el sudeste, con el estero Poduco, que viene desde el este. Desde su nacimiento fluye entonces con dirección noroeste por 25 km hasta finalmente desembocar en el mar tras bordear la ciudad de Tirúa.
En su curso medio y superior recibe por su izquierda los afluentes esteros Santa Ana, Blenco, Macha, Cuyel y otros, aunque el más importante es el Loncotripal.: 449 

## Caudal y régimen
El régimen de caudales es puramente pluvial.
No existe una estación fluviométrica en el río Tirúa, por lo que su caudal debe ser estimado a partir del área de su hoya, las precipitaciones y las propiedades del suelo de la zona. De esa manera se ha obtenido la siguiente estimación del caudal máximo instantáneo en 2 años 205 m³/s; en 10 años 359 m³/s y para 10 años 496 m³/s.: 52  Estas deducciones corresponden a caudales máximos esperados en lapsos largos y no al caudal medio o mediano de un año normal.

## Historia
Su nombre significa "emparejamiento" en Mapudungun.: 137 
Francisco Solano Asta-Buruaga y Cienfuegos escribió en 1899 en su obra póstuma Diccionario Geográfico de la República de Chile sobre el río:
Tirua.-—Río del departamento de Cañete, en su sección austral. Nace en lo interior de las faldas occidentales de la cordillera de Nahuelvuta, de donde corre en general al O. con varios y fuertes recodos ó vueltas hasta descargar en el Pacífico por los 38º 23' Lat. y 73º 30' Lon., inmediatamente al costado norte de una punta escarpada y cubierta de árboles que remata en un islote, la cual abriga una pequeña caleta del mismo título que servía de puerto, según tradición, á los antiguos naturales para comunicarse con la isla de Mocha situada al O. Es de poco caudal y de curso que, con sus rodeos, no pasa de 20 kilómetros; sus márgenes son algo quebradas, selvosas y con pinares hacia su extremo inferior que se extienden á sus lados y en las que hubo bastante población indígena. Dista su boca unos 48 kilómetros al N. de la del Cautín y unos 15 al S. del puerto de Quidico. Su principal afluente es el Toquihue, que se lo junta por la izquierda. En las inmediaciones hacia el SO. de esta confluencia, fué asaltado en 28 de noviembre de 1787 por una parcialidad de indios de la comarca el obispo de Concepción Don Francisco de Borja Marán, en viaje de visita episcopal hacia Valdivia, y jugada su vida y la de su comitiva á la suerte de una partida de chueca con otra parcialidad que trató de protegerlo, la cual triunfó en el juego, pero el equipaje todo quedó en poder de los indios. Mientras tanto, los últimos lo tuvieron custodiado en Yupehue.